# Bo Sällström
Bo Vive Sällström, född 28 mars 1932 i Göteborg, död 22 januari 1999 i Västra Frölunda var en svensk målare, grafiker och skulptör.
Han var son till tulldirektören Nils Sällström och Mimmi Dahlquist. Sällström studerade konst för Nils Wedel vid Slöjdföreningens skola 1950–1954 samt för Endre Nemes och Torsten Renqvist vid Valands målarskola 1955–1950 samt under studieresor till bland annat Nederländerna, Italien, Frankrike, Irland och England. Han gjorde sig tidigt känd som grafiker och medverkade under Valandstiden i ett flertal av Valands grafikportföljer. Tillsammans med tre kamrater gav han 1959 ut grafikportföljen Inom staden. Separat ställde han ut på Gummesons konsthall 1964 och på Galleri Maneten i Göteborg 1965. Bland hans offentliga arbeten märks en utsmyckning på en byggnad i kvarteret Fribrottaren i Bergsjön. Sällström är representerad vid Moderna museet i Stockholm.